# Formosa Island
Formosa Island ist eine Insel in der Themse, in England am Cookham Lock bei Cookham, Berkshire. Zwei kleine Inseln liegen in unmittelbarer Nachbarschaft.
Mit einer Größe von 20 Hektar gehört die bewaldete Insel zu den größten Inseln in der Themse oberhalb des Teddington Lock. Die Insel kann über eine Fußgängerbrücke von Cookham erreicht werden. Formosa liegt zwischen zwei von den vier Armen des Flusses bei Cookham. Der Cookham am nächsten gelegene war früher ein Mühlstrom für eine Papierfabrik im Ort. Der andere Flussarm führt zum Odney Wehr. Die gegenüberliegende Mill Island  grenzt an den Flussarm zur Schleuse. Jenseits der Schleusenzufahrt ist Sashes Island. Der Flussarm, der am weitesten von Cookham entfernt ist, ist das Hedsor Water, der ursprüngliche Schifffahrtskanal, der durch den Bau des Wehrs 1837 für diesen Zweck geschlossen wurde.